# Blönduósbær
Blönduósbær – gmina w północno-zachodniej Islandii, w regionie Norðurland vestra, położona u ujścia rzeki Blanda do fiordu Húnafjörður, stanowiącego część zatoki Húnaflói. Położona jest na zachodnim wybrzeżu półwyspu Skagi. Przez gminę przebiega droga krajowa nr 1. 

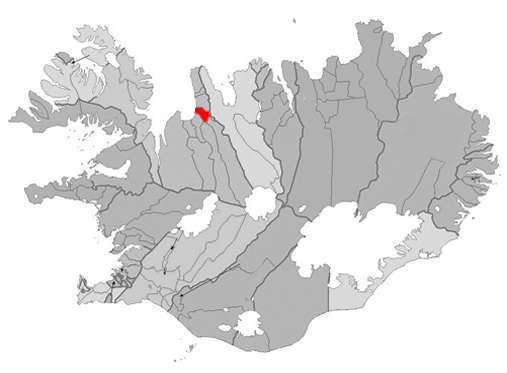
Położenie gminy Blönduósbær na mapie administracyjnej kraju

Gminę zamieszkuje blisko 900 osób (2018), z czego zdecydowana większość w siedzibie gminy Blönduós (821 mieszk.).
W 2001 roku do gminy przyłączono gminę Engihlíðarhreppur.